# Cheilotrichia apemon
Cheilotrichia apemon är en tvåvingeart som beskrevs av Alexander 1970. Cheilotrichia apemon ingår i släktet Cheilotrichia och familjen småharkrankar.
Artens utbredningsområde är Nepal. Inga underarter finns listade i Catalogue of Life.